# Marianna (Pensilvania)
Marianna es un borough ubicado en el condado de Washington en el estado estadounidense de Pensilvania. En el año 2000 tenía una población de 626 habitantes y una densidad poblacional de 124 personas por km².

## Geografía
Marianna se encuentra ubicado en las coordenadas 40°0′56″N 80°6′38″O / 40.01556, -80.11056.

## Demografía
Según la Oficina del Censo en 2000 los ingresos medios por hogar en la localidad eran de $28,333 y los ingresos medios por familia eran $31,750. Los hombres tenían unos ingresos medios de $24,688 frente a los $20,893 para las mujeres. La renta per cápita para la localidad era de $11,925. Alrededor del 19.3% de la población estaba por debajo del umbral de pobreza.